# Cervantes (Ilocos Sur)
Cervantes is een gemeente in de Filipijnse provincie Ilocos Sur op het eiland Luzon. Bij de laatste census in 2010 telde de gemeente bijna 17 duizend inwoners.

## Geografie

### Bestuurlijke indeling
Cervantes is onderverdeeld in de volgende 13 barangays:
| - Aluling - Comillas North - Comillas South - Concepcion - Dinwede East - Dinwede West - Libang | - Malaya - Pilipil - Remedios - Rosario - San Juan - San Luis |

## Demografie
Cervantes had bij de census van 2010 een inwoneraantal van 16.573 mensen. Dit waren 2.457 mensen (17,4%) meer dan bij de vorige census van 2007. Ten opzichte van de census van 2000 was het aantal inwoners gegroeid met 2.378 mensen (16,8%). De gemiddelde jaarlijkse groei in die periode kwam daarmee uit op 1,56%, hetgeen lager was dan het landelijk jaarlijks gemiddelde over deze periode (1,90%).

De bevolkingsdichtheid van Cervantes was ten tijde van de laatste census, met 16.573 inwoners op 234,7 km², 70,6 mensen per km².